# 魔法门之英雄无敌VI
《魔法门之英雄无敌VI》（通称「英雄无敌6」）是一款回合制策略游戏，运行于Microsoft Windows平台，系魔法门之英雄无敌系列游戏的第6代作品。本作由Black Hole Entertainment制作，育碧软件发行，于2011年10月13日在全球（包括中国大陆地区）同步上市。台湾繁体中文版于2012年1月4日发行，发行版本中整合了前作《魔法门之英雄无敌V》的繁体中文版。